# Declinación (astronomía)

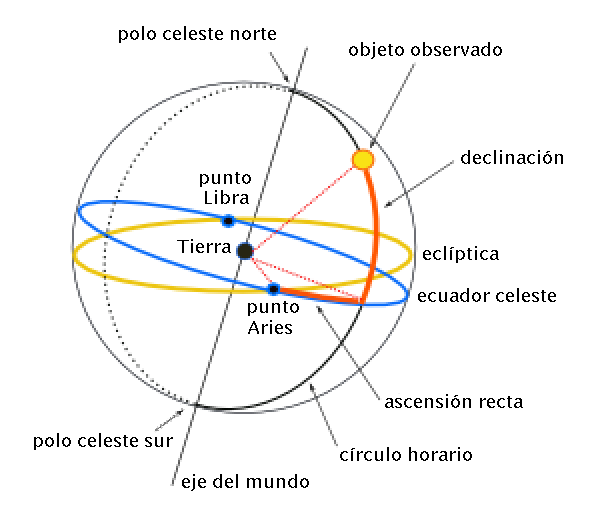

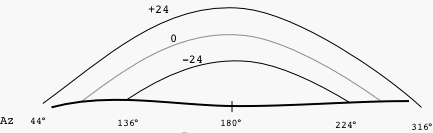
La trayectoria del Sol por la esfera celeste cambia con su declinación a lo largo del año. Aquí se puede ver en el eje horizontal el acimut (en ºN) donde el Sol sale y se pone en verano y en invierno (solsticios), para un observador a 56°N.

En astronomía, la declinación (abreviada como dec. y cuyo símbolo es {\displaystyle \delta })  es uno de los dos ángulos que ubican un punto en la esfera celeste en el sistema de coordenadas ecuatoriales, el otro es el ascensión recta. El ángulo de declinación es el ángulo que forma un astro con el ecuador celeste. La declinación se mide en grados sexagesimales y es positiva si está al norte del ecuador celeste y negativa si está al sur. La declinación es comparable a la latitud geográfica (que se mide sobre el ecuador terrestre).
Una vez obtenida la declinación, el valor obtenido será la declinación aparente y si se desea conocer la declinación real es preciso tener en cuenta las correcciones debidas al paralaje, la aberración anual, la precesión de los equinoccios y la nutación. Además, si el astro pertenece al sistema solar habrá que tener en consideración la aberración planetaria y el paralaje geocéntrico. Se representa por el símbolo «Dec» o por la letra griega delta.

## Consideraciones a tener en cuenta
- Un objeto en el ecuador celeste tiene una declinación de {\displaystyle 0^{\circ }}.[3]
- Un objeto sobre el polo norte celeste tiene una declinación de {\displaystyle +90^{\circ }}.
- Partiendo de la afirmación anterior, se razona que la Estrella Polar tiene una declinación aproximada de {\displaystyle +90^{\circ }}.
- Un objeto sobre el polo sur celeste tiene una declinación de {\displaystyle -90^{\circ }}.
- Un astro que está en el cenit, tiene una declinación igual a la latitud del observador.
- Una estrella circumpolar es aquella cuya declinación es mayor a {\displaystyle 90^{\circ }-\phi } , donde {\displaystyle \phi }  es la latitud del observador. Estas estrellas son siempre visibles para el observador del hemisferio norte (y análogamente se razona para el hemisferio sur).
- En latitudes altas (es decir, {\displaystyle \gtrsim 67^{\circ }}, contenidas en el círculo polar ártico o en el círculo polar antártico) cuando durante una parte del año el Sol tenga una declinación mayor que {\displaystyle 90^{\circ }-67^{\circ }=23^{\circ }}o bien, menor que {\displaystyle -90^{\circ }+67^{\circ }=-23^{\circ }} según el hemisferio en el que el observador esté ubicado, es posible que el Sol esté durante todo el día sobre el horizonte, fenómeno conocido como Sol de medianoche o día polar, o que el Sol esté durante todo el día por debajo del horizonte, fenómeno conocido como noche polar.[4]

## Efectos de la precesión

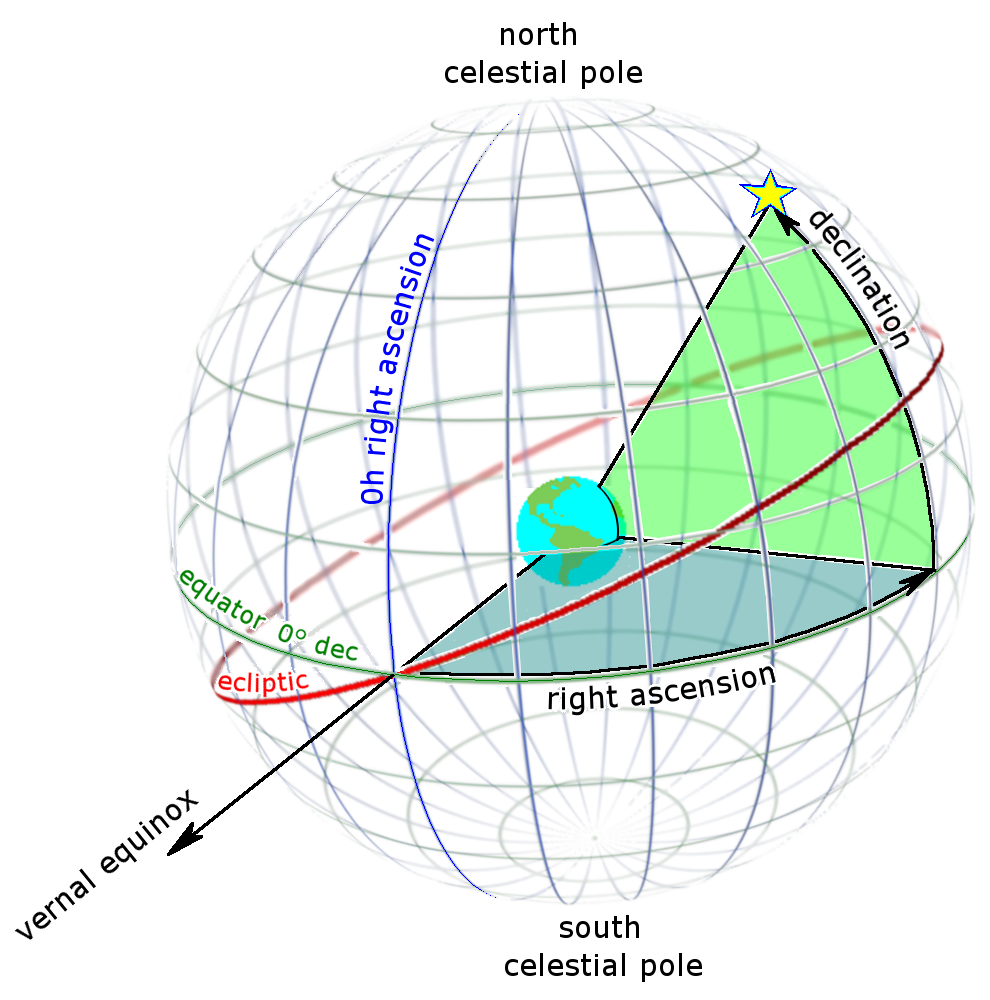
Ascensión recta (azul) y declinación (verde) vistas desde fuera de la esfera celeste.

El eje de rotación de la Tierra gira lentamente hacia el oeste alrededor de los polos de la eclíptica, completando un circuito en unos 26.000 años. Este efecto, conocido como precesión, hace que las coordenadas de los objetos celestes estacionarios cambien continuamente, aunque de forma bastante lenta. Por lo tanto, coordenadas ecuatoriales (incluyendo la declinación) son inherentemente relativas al año de su observación, y los astrónomos las especifican con referencia a un año particular, conocido como época. Las coordenadas de diferentes épocas deben girarse matemáticamente para que coincidan entre sí, o para que coincidan con una época estándar.
La época estándar utilizada actualmente es J2000.0, que es el 1 de enero de 2000 a las 12:00 TT. El prefijo "J" indica que es una época juliana. Antes de J2000.0, los astrónomos utilizaban las sucesivas épocas besselianas B1875.0, B1900.0 y B1950.0.

## Estrellas
La dirección de una estrella permanece casi fija debido a su gran distancia, pero su ascensión recta y declinación cambian gradualmente debido a la precesión de los equinoccios y al movimiento propio, y cíclicamente debido a la paralaje anual. Las declinaciones de los objetos del sistema solar cambian muy rápidamente en comparación con las de las estrellas, debido a la movimiento orbital y la proximidad.
Vistos desde lugares del hemisferio norte de la Tierra, los objetos celestes con declinaciones superiores a {\displaystyle 90^{\circ }-\varphi }, donde {\displaystyle \varphi } es la latitud del observador, parecen dar una vuelta diaria alrededor del polo celeste sin sumergirse por debajo del horizonte, por lo que se denominan estrella circumpolar. Lo mismo ocurre en el hemisferio sur para los objetos con declinaciones menores (es decir, más negativas) que {\displaystyle -90^{\circ }-\varphi } (donde {\displaystyle \varphi } es siempre un número negativo para las latitudes del hemisferio sur). Un ejemplo extremo es la estrella polar que tiene una declinación cercana a {\displaystyle +90^{\circ }}, por lo que se trata de una estrella circumpolar desde cualquier lugar del hemisferio norte, excepto muy cerca del ecuador (ya que su declinación no de noventa grados exactos).
Las estrella circumpolares nunca se sumergen por debajo del horizonte. Por el contrario, hay otras estrellas que nunca se elevan por encima del horizonte, vistas desde cualquier punto de la superficie terrestre excepto muy cerca del ecuador (en terreno llano, la distancia tiene que ser de aproximadamente 2 km, aunque esto varía en función de la altitud del observador y del terreno circundante). En general, si una estrella cuya declinación es {\displaystyle \varphi } es circumpolar para algún observador, donde {\displaystyle \varphi } es positiva o negativa, entonces una estrella cuya declinación es {\displaystyle -\varphi } nunca se eleva por encima del horizonte, vista por el mismo observador (esto no tiene en cuenta el efecto de la refracción atmosférica). Del mismo modo, si una estrella es circumpolar para un observador en latitud φ, entonces nunca se eleva por encima del horizonte vista por un observador en latitud {\displaystyle -\varphi }.
Despreciando la refracción atmosférica, para un observador en el ecuador, la declinación es siempre {\displaystyle 0^{\circ }} en los puntos este y oeste del horizonte. En el punto norte es {\displaystyle 90^{\circ }-|\varphi |}, y en el punto sur, {\displaystyle -90^{\circ }+|\varphi |}. Desde el polo, la declinación es uniforme en todo el horizonte, aproximadamente {\displaystyle 0^{\circ }}.

## Relación con la latitud
Si un objeto celeste se encuentra posicionado exactamente en el cenit del observador, es decir, justo "por encima" de él, su declinación es igual a la latitud del observador. Sin embargo, esto no es del todo cierto, y esto se debe a dos principales complicaciones:
1. La declinación del objeto es igual a la latitud astronómica del observador, pero el término «latitud»se refiere ordinariamente a la latitud geodésica, que es la que aparece en los mapas y dispositivos GPS. En los Estados Unidos continentales y sus alrededores, la diferencia (la desviación vertical) suele ser de unos pocos segundos de arco {\displaystyle 1{\text{ arcsec}}={\frac {1}{3600}}^{\circ }} pero puede llegar a ser de 41 arcosegundos.[9] Esto aplica a todos los objetos celestes.
2. Asumiendo que no hay desviación de la vertical, "por encima" significa perpendicular al elipsoide en la ubicación del observador, de forma que la línea perpendicular no pasa por el centro de la Tierra; los almanaques proporcionan declinaciones medidas en el centro de la Tierra (un elipsoide es una aproximación al nivel del mar que es matemáticamente manejable).[10]

Esta declinación se presenta con un margen de error de {\displaystyle \pm 0,01^{\circ }} respecto a la latitud del observador.

## Sistema de coordenadas ecuatoriales
El sistema de coordenadas ecuatoriales está directamente relacionado con la rotación de la esfera celeste. Ese sistema es una proyección del sistema de coordenadas geográficas sobre la esfera celeste. El círculo básico del sistema es el círculo del ecuador celeste. Los círculos diurnos son paralelos al ecuador celeste. La distancia angular de un cuerpo celeste al ecuador celeste es la declinación δ . Esa coordenada toma un valor de 0° a 90° (desde el ecuador celeste hasta el polo norte celeste) y de 0° a -90° (desde el ecuador celeste hasta el polo sur celeste).
La segunda coordenada tiene dos posibilidades. Según uno, el semicírculo inicial es la mitad del meridiano del observador, que se extiende desde el polo norte hasta el polo sur celeste y contiene el cenit. La coordenada calculada a partir de esa mitad del meridiano es el ángulo horario t . El ángulo se calcula a lo largo del círculo diurno y aumenta en la dirección del movimiento diario del cielo, de este a oeste. Los círculos horarios son lugares de la esfera celeste que tienen el mismo ángulo horario. El ángulo del cuerpo celeste se expresa por el tiempo que ha transcurrido desde su culminación superior, es decir de 0 a 24 h . La razón es que en su movimiento diario el cuerpo celeste se aleja del meridiano y su ángulo horario aumenta. El ángulo horario de algunos cuerpos es importante para medir el tiempo.

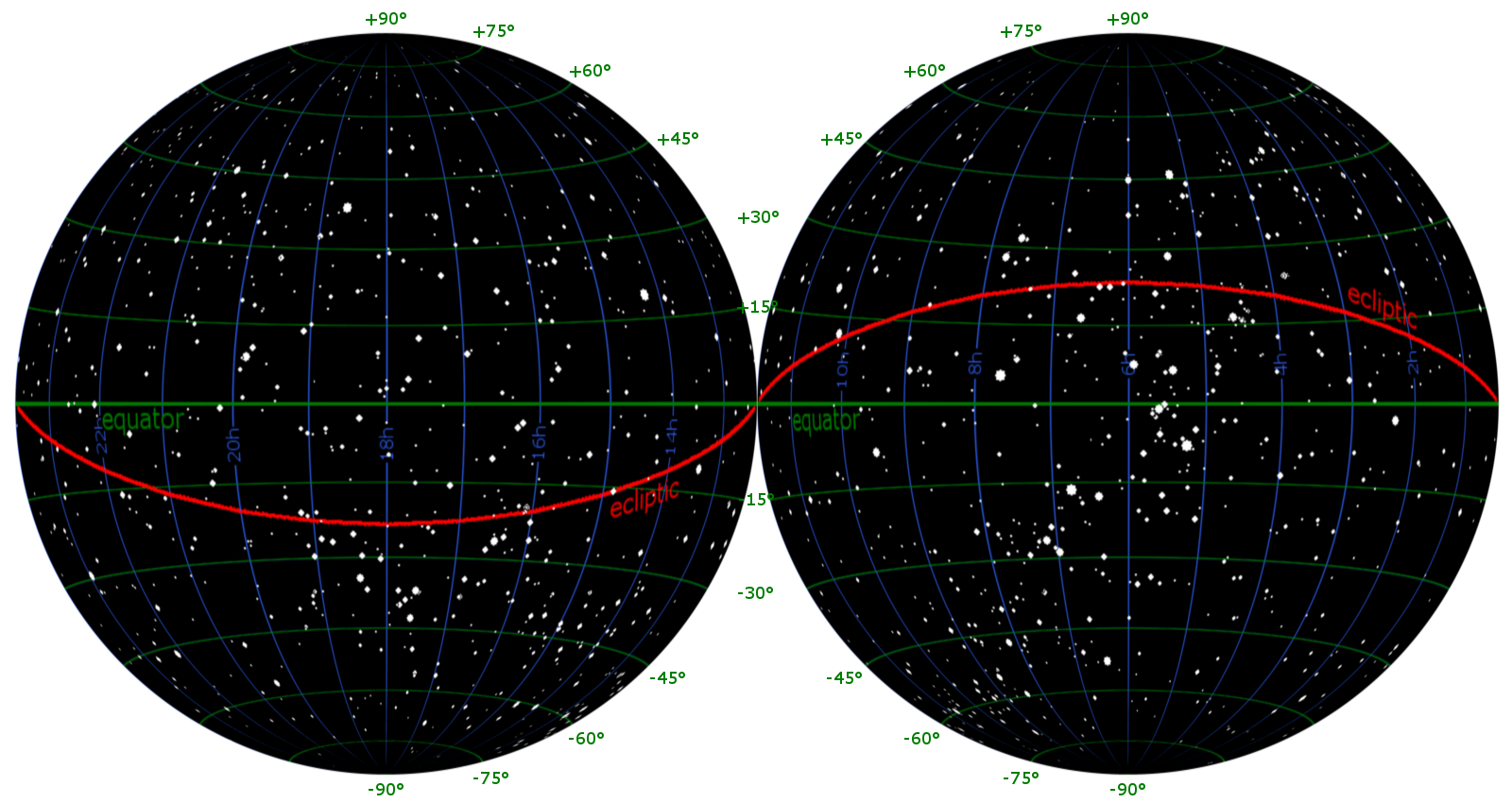
Toda la esfera celeste, dividida en dos mitades. 'Declinación' (en verde) comienza desde el ecuador celeste (en verde destacado) y aumenta hacia arriba (hacia el norte), mientras que es negativa hacia abajo (hacia el sur). Las líneas de declinación (en verde) dividen el cielo en pequeños círculos, y cada uno está separado por 15°.

En otra posibilidad, la coordenada es la ascensión recta α , el ángulo entre el círculo horario que pasa por el punto de tránsito γ y el círculo horario del cuerpo observado. La ascensión recta se calcula de 0 h a 24 h, y aumenta de oeste a este, en sentido antihorario (en dirección opuesta al movimiento diario del cielo). Sin embargo, este aumento muestra la dirección del aparente movimiento anual del Sol. La ascensión recta se utiliza junto con la declinación para determinar la posición de las estrellas en la esfera celeste, sirven como direcciones de las estrellas y se ingresan en mapas celestes, catálogos astronómicos y anuarios.
El sistema de coordenadas ecuatoriales es adecuado para seguir el movimiento diario del cielo. El observador ve en alguna posición cómo las estrellas giran a su alrededor. Al mismo tiempo, conviene imaginar que las estrellas están unidas a círculos horarios, y que giran a nuestro alrededor como las varillas dobladas de un paraguas cuyo mango es el eje celeste.